# هوانورد (فیلم ۱۹۸۵)
هوانورد (انگلیسی: The Aviator) فیلمی آمریکایی است که در سال ۱۹۸۵ میلادی منتشر شد.

## بازیگران
- کریستوفر ریو
- روزانا آرکت
- جک واردن
- سام وانامیکر
- مارشا استراسمن
- تاین دالی